# Gaudete (день)

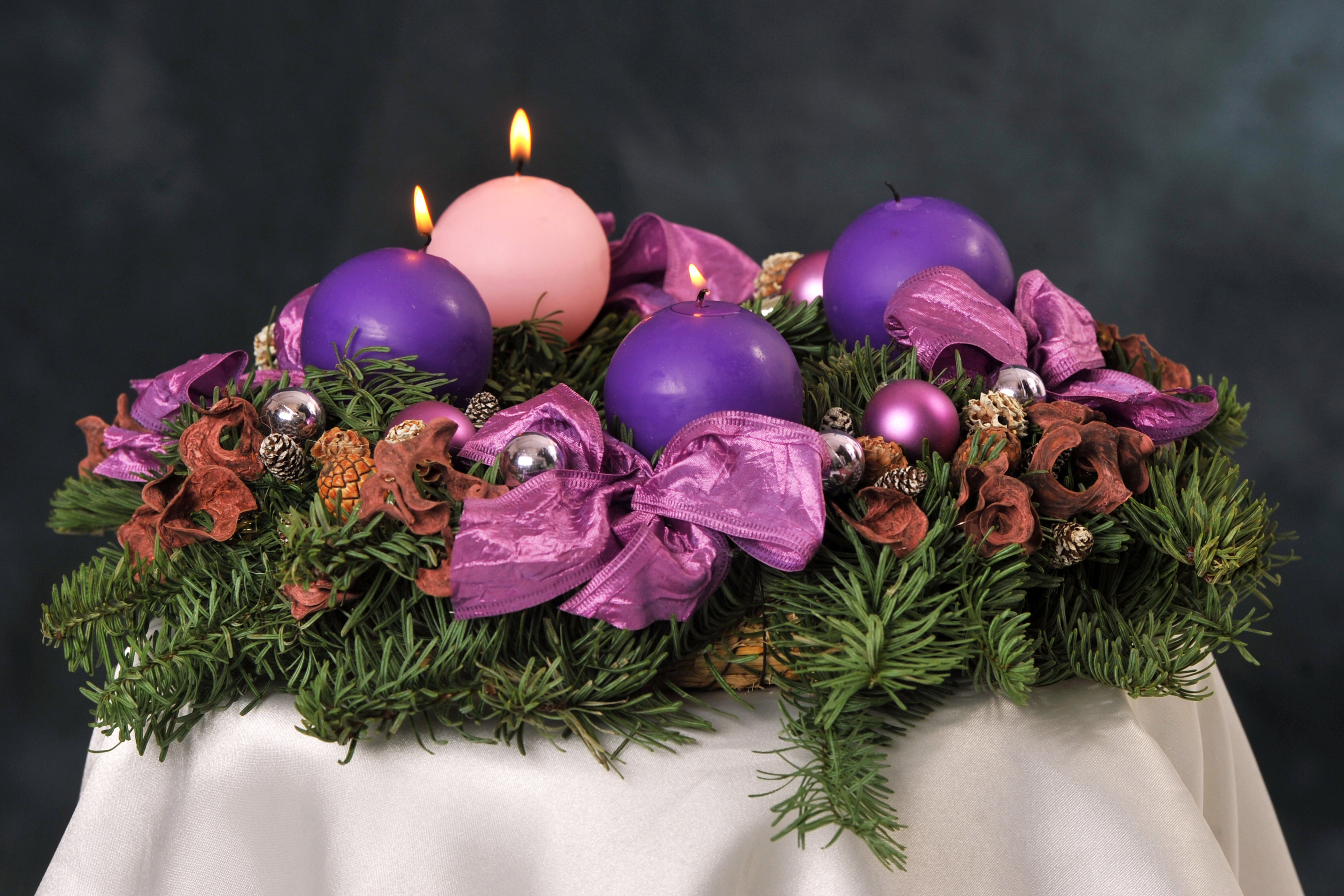
Рождественский венок. Розовая свеча соответствует воскресенью Gaudete

Gaudete — в литургическом календаре Католической церкви и ряда протестантских церквей третье воскресенье Адвента. В зависимости от даты Рождества и начала Адвента выпадает на день с 11 по 17 декабря.
Каждое из четырёх воскресений Адвента имеет определённую тематику, отражающуюся в евангельских воскресных чтениях. Третье воскресенье стоит несколько особняком на фоне всех остальных дней предрождественского периода. В этот день особым образом подчёркивается радость грядущего праздника. Это единственный день Адвента, когда священники имеют право служить не в фиолетовых облачениях, символизирующих покаяние, а в розовых, символизирующих радость (см. Литургические цвета в римском обряде). В этот день допускается украшать храм цветами и украшениями розового цвета. Аналогичный день существует и в период Великого поста — это Laetare, четвёртое воскресенье Великого поста.
Название Gaudete (лат. Радуйтесь) происходит от первой строки интроита этого дня «Gaudete in Domino semper: iterum dico, gaudete… Dominus enim prope est», «Радуйтесь всегда в Господе; и еще говорю: радуйтесь… Господь близко» (Флп. 4:4, 5).
Католические и лютеранские рождественские венки, как  правило, украшаются тремя фиолетовыми и одной розовой свечой. Каждая свеча соответствует одному из воскресений Адвента, розовую свечу зажигают в воскресенье Gaudete.